# Sergio Anaya
Pour les articles homonymes, voir Anaya.
Sergio Enrique Anaya Basave (né le 22 mai 1942 à Mexico au Mexique) est un ancien joueur international de football mexicain, qui évoluait au poste d'attaquant.
Xelajú, son surnom, est connu pour avoir terminé meilleur buteur du championnat du Mexique lors de la saison 1970.